# Ligne 10 du tramway de Riga

La ligne 10 du tramway de Riga (en letton : 10. tramvaju maršruts) est une ligne du tramway de Riga en Lettonie.

## Présentation
La ligne de tramway 10 est une ligne de tramway des transports publics de Riga qui relie la Stacijas laukums à Bišumuiža.
La longueur totale de la ligne est de 16,808 km. 
La longueur du parcours dans le sens Place de la Gare - Bišumuiža est de 8,314 km, tandis que la longueur du retour de Bišumuiža - Stacijas laukums est de 8,494 km.
En semaine, 3 rames de tramways circulent le long de la ligne 10, soit un total de 47 déplacements, et les jours fériés 2 rames de tramways, soit un total de 28 déplacements (en novembre 2022).
La ligne 10 de tramway est desservie par le 3ème dépôt de tramway de la RP SIA Rīgas satiksme (lv).

## Parcours
Dans le sens Stacijas laukums — Bišumuiža les rames empruntent les rues: Radio iela, 13. janvāra iela, 11. novembra krastmala, Akmens tilts, Uzvaras bulvāris, O. Vācieša iela, F. Brīvzemnieka iela, Vienības gatve, Telts iela, Neretas iela et Bauskas iela.
Dans le sens Bišumuiža — Stacijas laukums les rames empruntent les rues: Bauskas iela, Neretas iela, Telts iela, Āpšu iela, Tipogrāfijas iela, Vienības gatve, F. Brīvzemnieka iela, O. Vācieša iela, Uzvaras bulvāris, Akmens tilts, 11. novembra krastmala, 13. janvāra iela, Aspazijas bulvāris, Krišjāņa Barona iela et Radio iela.

## Arrêts
La ligne de tramway 10 compte au total 35 arrêts. 
Dans la direction Stacijas laukums — Bišumuiža il y a 18 arrêts.
Dans le sens Bišumuiža — Stacijas laukums il y a 17 arrêts.
| N° | Arrêts                         |
| -- | ------------------------------ |
| 1  | Stacijas laukums               |
| 2  | 13. janvāra iela               |
| 3  | Grēcinieku iela                |
| 4  | Nacionālā bibliotēka           |
| 5  | Slokas iela                    |
| 6  | Arkādijas parks                |
| 7  | Torņakalna stacija             |
| 8  | Satiksmes iela                 |
| 9  | Jelgavas iela / Bērnu slimnīca |
| 10 | Telts iela                     |
| 11 | Viesītes iela                  |
| 12 | Skaistkalnes iela              |
| 13 | Stērstu iela / CSDD            |
| 14 | Mazā Stērstu iela              |
| 15 | Ziepniekkalna iela             |
| 16 | Mazā Bauskas iela              |
| 17 | Doles iela                     |
| 18 | Bišumuiža                      |

| N° | Arrêts                          |
| -- | ------------------------------- |
| 1  | Bišumuiža                       |
| 2  | Doles iela                      |
| 3  | Ziepniekkalna iela              |
| 4  | Mazā Stērstu iela               |
| 5  | Stērstu iela / CSDD             |
| 6  | Skaistkalnes iela               |
| 7  | Viesītes iela                   |
| 8  | Vienības gatve / Bērnu slimnīca |
| 9  | Jelgavas iela                   |
| 10 | Satiksmes iela                  |
| 11 | Torņakalna stacija              |
| 12 | Arkādijas parks                 |
| 13 | Slokas iela                     |
| 14 | Nacionālā bibliotēka            |
| 15 | Grēcinieku iela                 |
| 16 | 13. janvāra iela                |
| 17 | Stacijas laukums                |

## Galerie

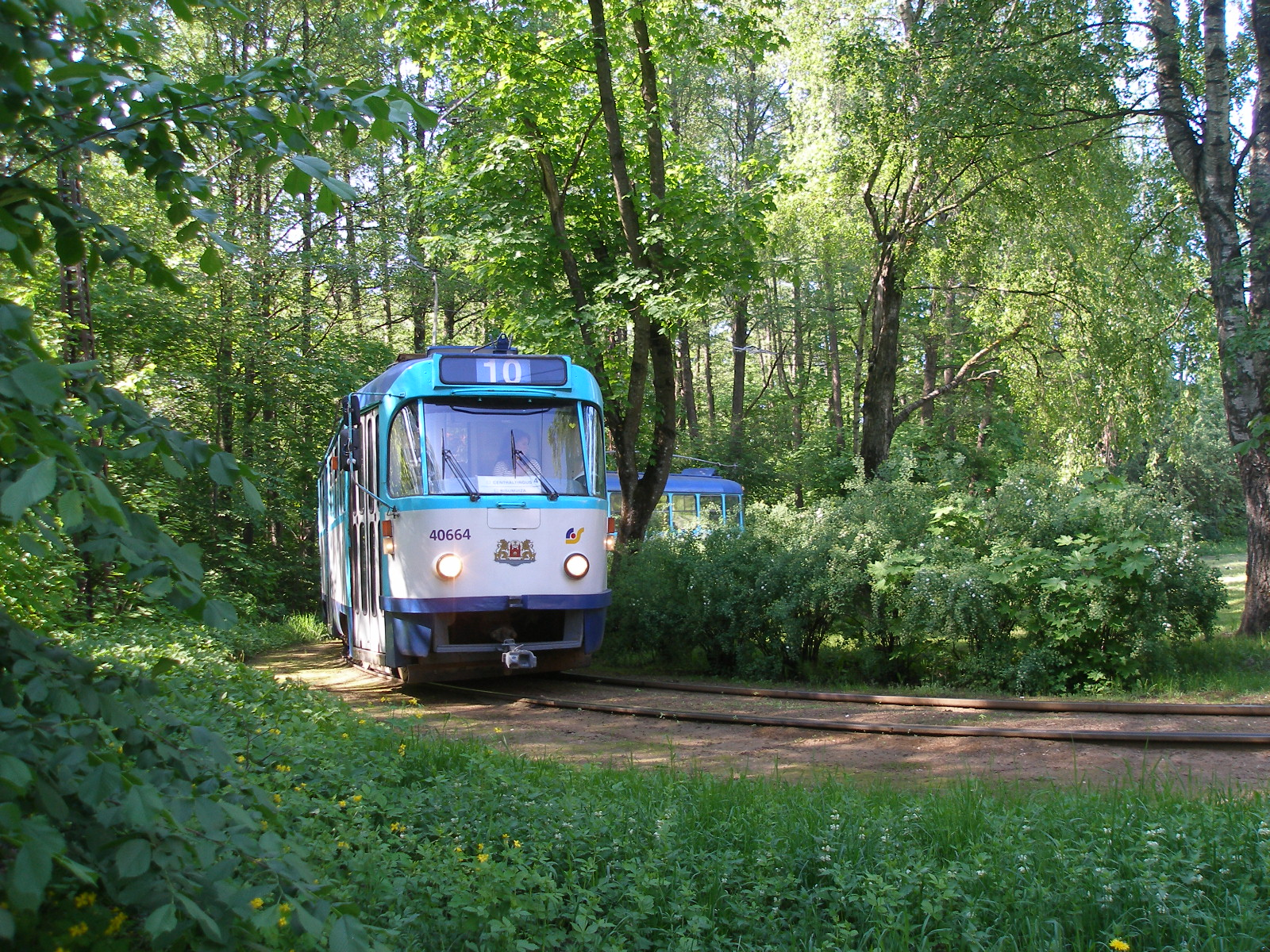
Bišumuiža"
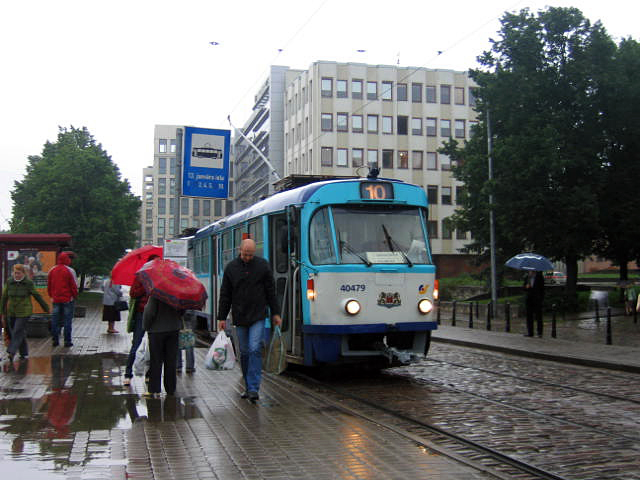
13. janvāra ielā
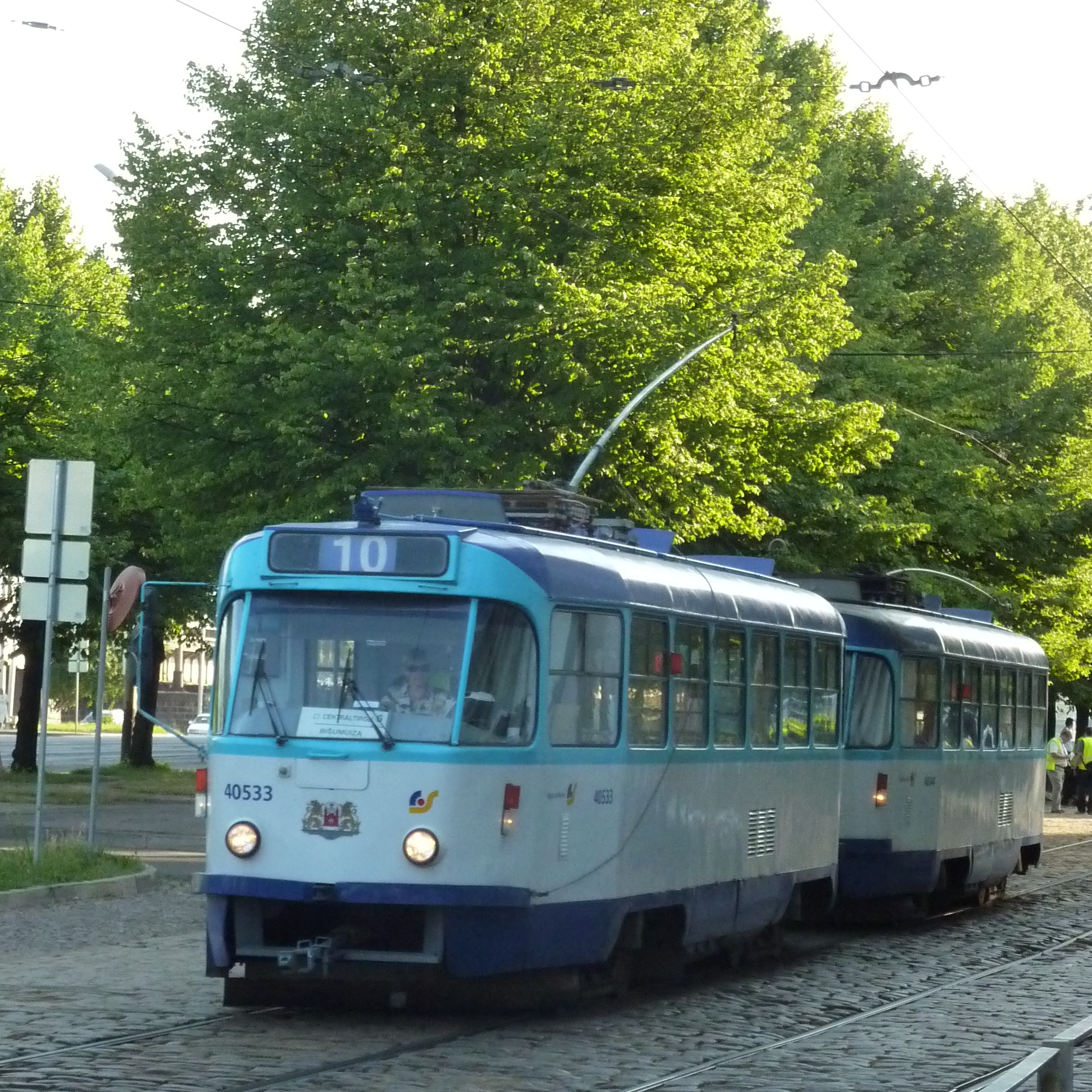
13. janvāra ielā
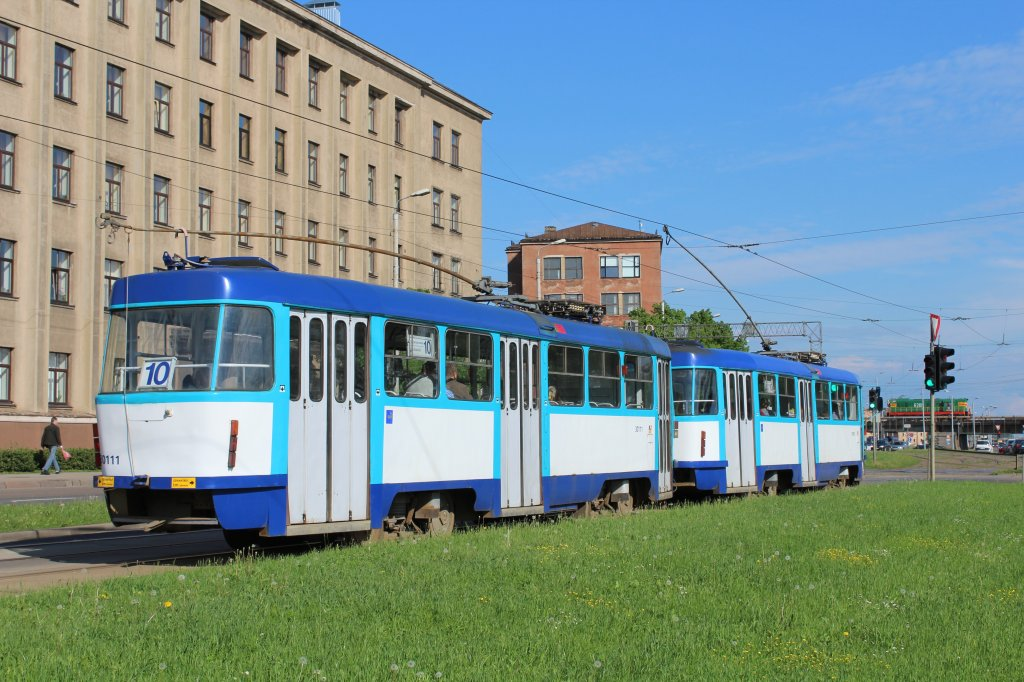
11. novembra krastmalā

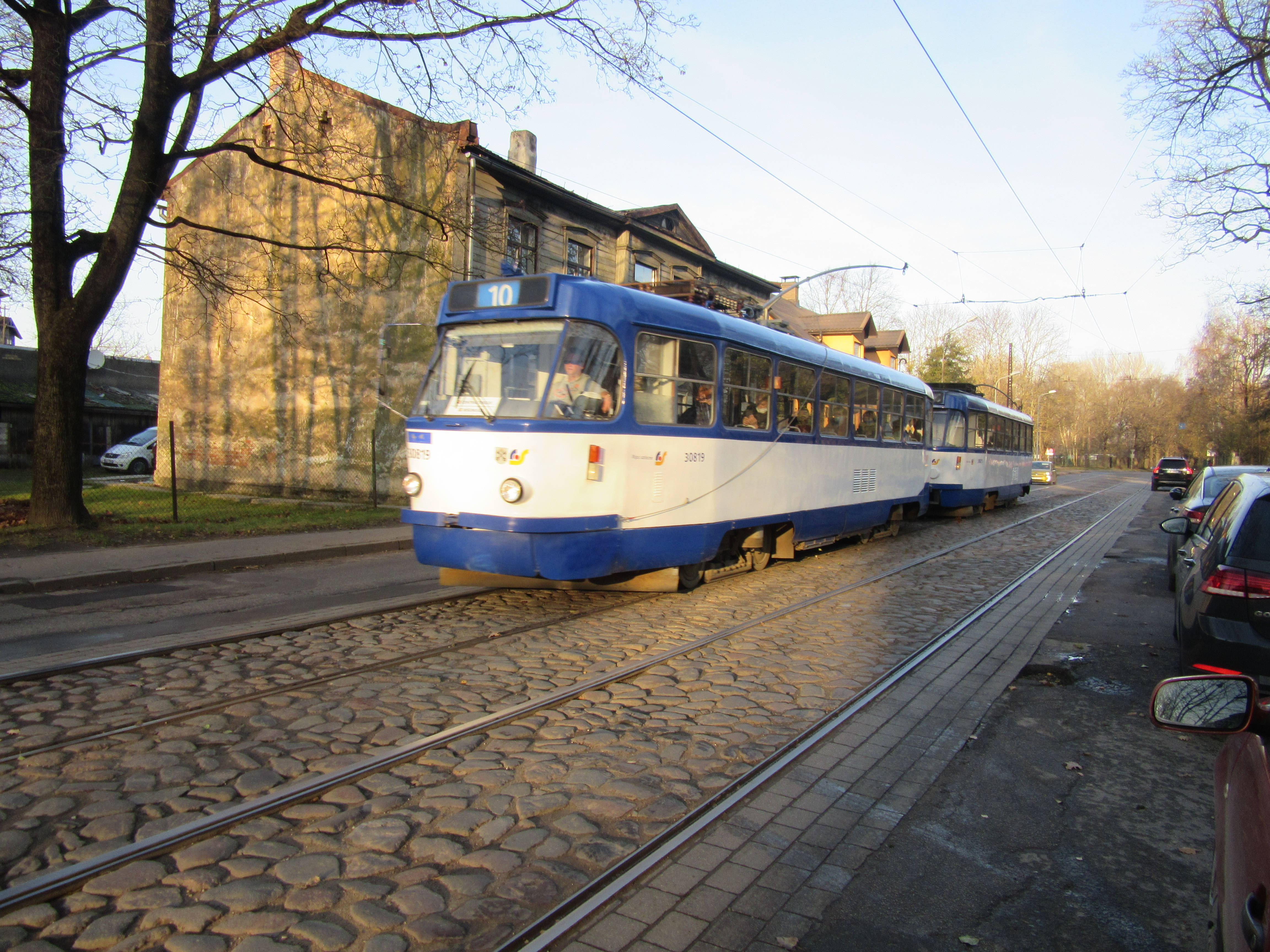
Ojāra Vācieša ielā
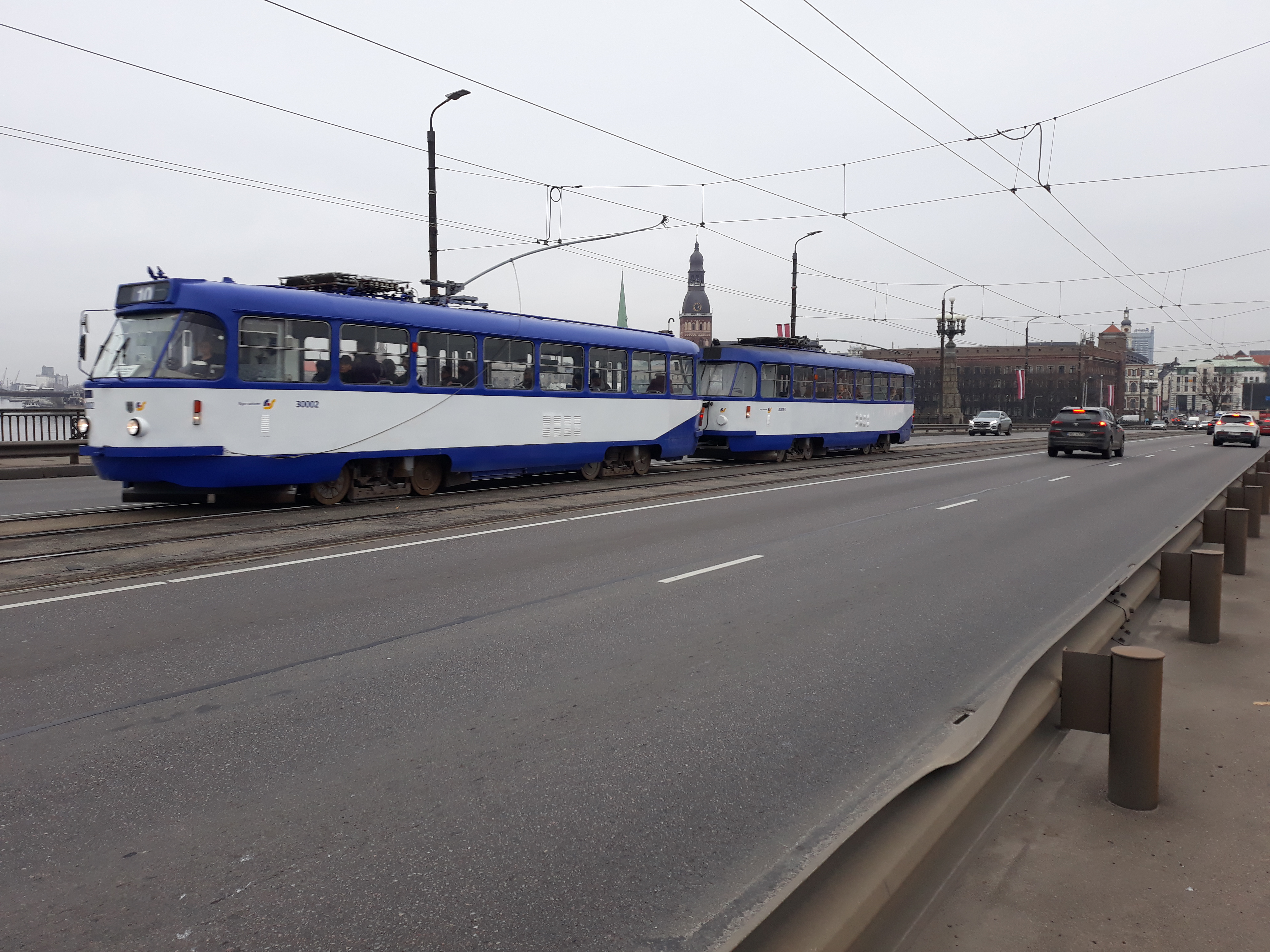
Akmens tilts
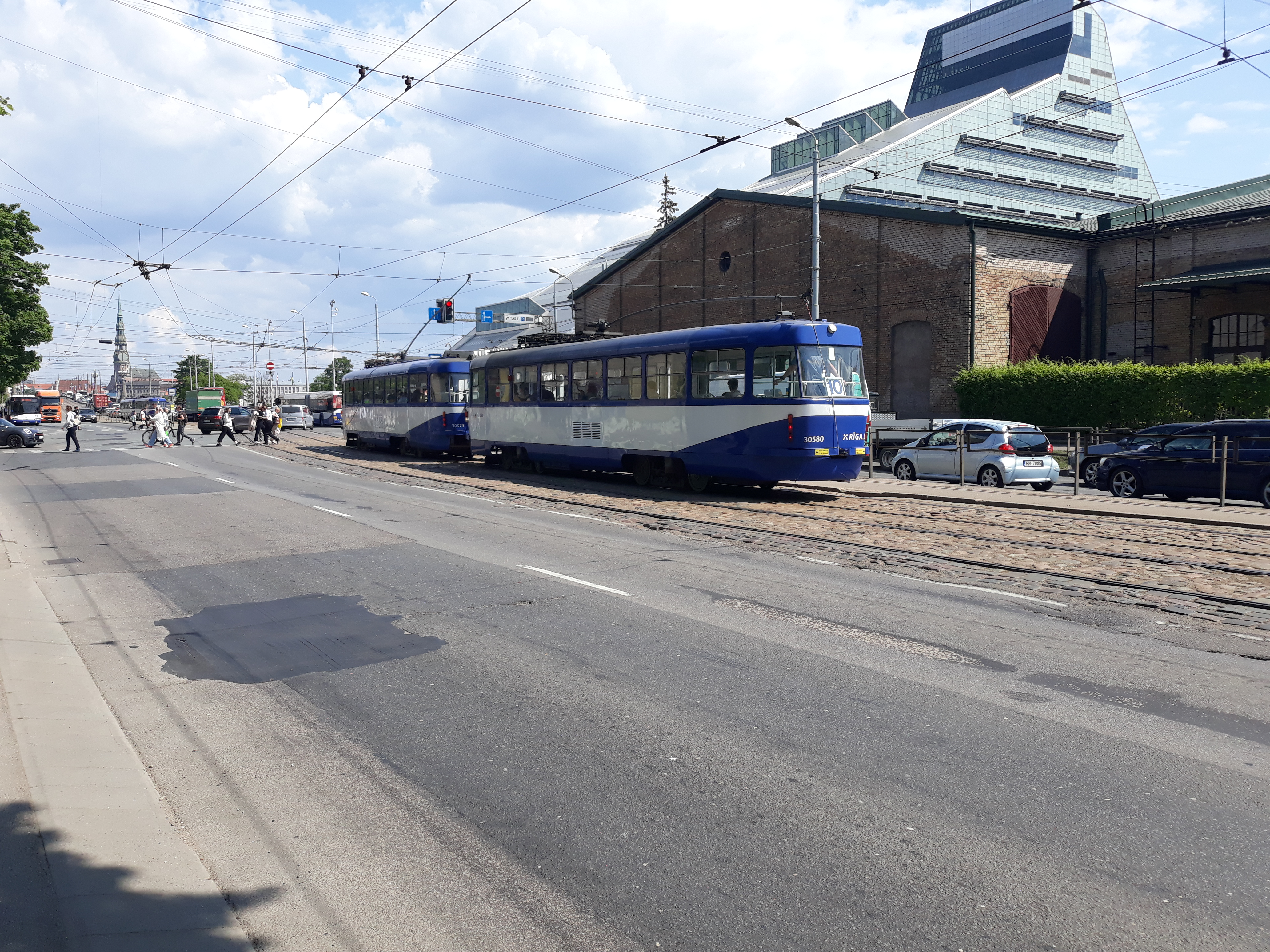
Uzvaras bulvāris